# Leopold Szydłowski
Leopold Tomasz Szydłowski (ur. 15 listopada 1922 w Sosnowcu, zm. 29 sierpnia 2008) – polski inżynier rolnictwa, nauczyciel i polityk ruchu ludowego, poseł na Sejm PRL VI kadencji.

## Życiorys
Syn Stanisława (zm. 1935) i Stanisławy, którzy prowadzili gospodarstwo rolne w Starej Olszówce. W latach 1923–1929 przebywał wraz z rodziną we Francji. Jego ojciec pracował tam w kopalni węgla. W wyniku kryzysu gospodarczego Szydłowscy powrócili do Starej Olszówki. Leopold Szydłowski rozpoczął tam naukę w szkole podstawowej, którą ukończył w 1936 w Wodzisławiu. Ukończył trzy klasy Gimnazjum Kupieckiego w Dąbrowie Górniczej, naukę w którym przerwał w 1939 wybuch wojny. W 1942 wcielono go do służby budowlanej w Kielcach, gdzie przez osiem miesięcy pracował na kolei. Porzuciwszy pracę, zgłosił się do Szkoły Rolniczej w Rożnicy. Uzyskał kartę pracy i pracował w okolicach Kielc na torach kolejowych. Od kwietnia 1942 był członkiem Armii Krajowej, a jego oddział dywersyjno-sabotażowy wykonywał akcje na niemieckie transporty kolejowe. Działał pod pseudonimem „Ulewa”. We wrześniu 1943 przyjęto go do Szkoły Rolniczej w Czernichowie, którą ukończył w 1945 (w międzyczasie wraz z innymi uczniami wykonywał prace fortyfikacyjne we wsi Posanie nad Sanem) i rozpoczął (od II roku) studia na Wydziale Rolniczym Szkoły Głównej Gospodarstwa Wiejskiego w Warszawie. Podczas studiów ukończył również Studium Pedagogiczne przy SGGW, uzyskując uprawnienia do nauczania w średnich szkołach rolniczych. Od 1 października 1948 do 28 lutego 1949 pracował w Centralnym Zarządzie Państwowych Zakładów Zbożowych w Warszawie. W czerwcu 1949 uzyskał tytuł inżyniera rolnictwa. Od sierpnia 1949 pracował w szkole w Łańcucie (w Technikum Mechanizacji Rolnictwa, późniejszym Zespole Szkół Technicznych), w którym był nauczycielem przedmiotów zawodowych, a także m.in. dyrektorem (w latach 1958–1960, 1968–1969 i 1973–1982). W 1982 przeszedł na emeryturę, jednak do 1991 w niepełnym wymiarze godzin nadal nauczał w szkole. Ponadto wykładał na ogólnokrajowych kursach dla nauczycieli przedmiotów zawodowych w szkołach mechanizacji rolnictwa.
Był działaczem Związku Młodzieży Wiejskiej RP „Wici”, a od 1947 należał do Stronnictwa Ludowego, z którym w 1949 przystąpił do Zjednoczonego Stronnictwa Ludowego. Pracował w sekcji zawodowej nauczycieli szkół rolniczych (później pod nazwą Sekcja Szkolnictwa Rolniczego) przy Zarządzie Okręgu Związku Nauczycielstwa Polskiego w Rzeszowie. W latach 1959–1962 był członkiem okręgowych władz ZNP. W latach 1961–1968 był zastępcą przewodniczącego Powiatowej Rady Narodowej w Łańcucie, a w latach 1969–1973 prezesem Wojewódzkiego Komitetu ZSL w Rzeszowie. Był przez wiele lat członkiem Komisji Kultury i Oświaty WK ZSL. Był także zastępcą członka Naczelnego Komitetu partii oraz zasiadał w prezydium WK ZSL w Rzeszowie. Był radnym Wojewódzkiej Rady Narodowej w Rzeszowie, a także przewodniczącym Komisji Rolnej WRN. W 1972 uzyskał mandat posła na Sejm PRL w okręgu Rzeszów. Zasiadał w Komisji Oświaty i Wychowania. Od 1990 był członkiem Polskiego Stronnictwa Ludowego.
Jego żoną była Krystyna (1924–2004). Pochowany 2 września 2008 na cmentarzu komunalnym w Łańcucie.

## Odznaczenia
- Krzyż Komandorski Orderu Odrodzenia Polski (22 lutego 1984)
- Krzyż Oficerski Orderu Odrodzenia Polski (5 lipca 1978)
- Krzyż Kawalerski Orderu Odrodzenia Polski (10 stycznia 1970)
- Złoty Krzyż Zasługi (22 lipca 1964)
- Srebrny Krzyż Zasługi (10 września 1954)[2]
- Krzyż Armii Krajowej (16 marca 1994)
- Krzyż Partyzancki (3 lipca 1991)
- Odznaka tytułu honorowego „Zasłużony Nauczyciel Polskiej Rzeczypospolitej Ludowej” (6 października 1974)
- Medal Komisji Edukacji Narodowej (9 lutego 1976)
- Odznaka „Zasłużony Pracownik Rolnictwa” (1975)
- Odznaka „Weteran Walk o Wolność i Niepodległość Ojczyzny” (2001)
- Odznaka „Zasłużony dla województwa rzeszowskiego” (30 maja 1968)
- Złota Odznaka ZNP (1971)
- Złota Odznaka NOT (1971)
- Złota Odznaka LOK (1970)
- Medal „Za Zasługi dla Ruchu Ludowego” im. W. Witosa (22 maja 2001)